# Hymenochaete cruenta
Hymenochaete cruenta är en svampart som först beskrevs av Christiaan Hendrik Persoon, och fick sitt nu gällande namn av Donk 1959. Hymenochaete cruenta ingår i släktet Hymenochaete och familjen Hymenochaetaceae.   Inga underarter finns listade i Catalogue of Life.

## Bildgalleri

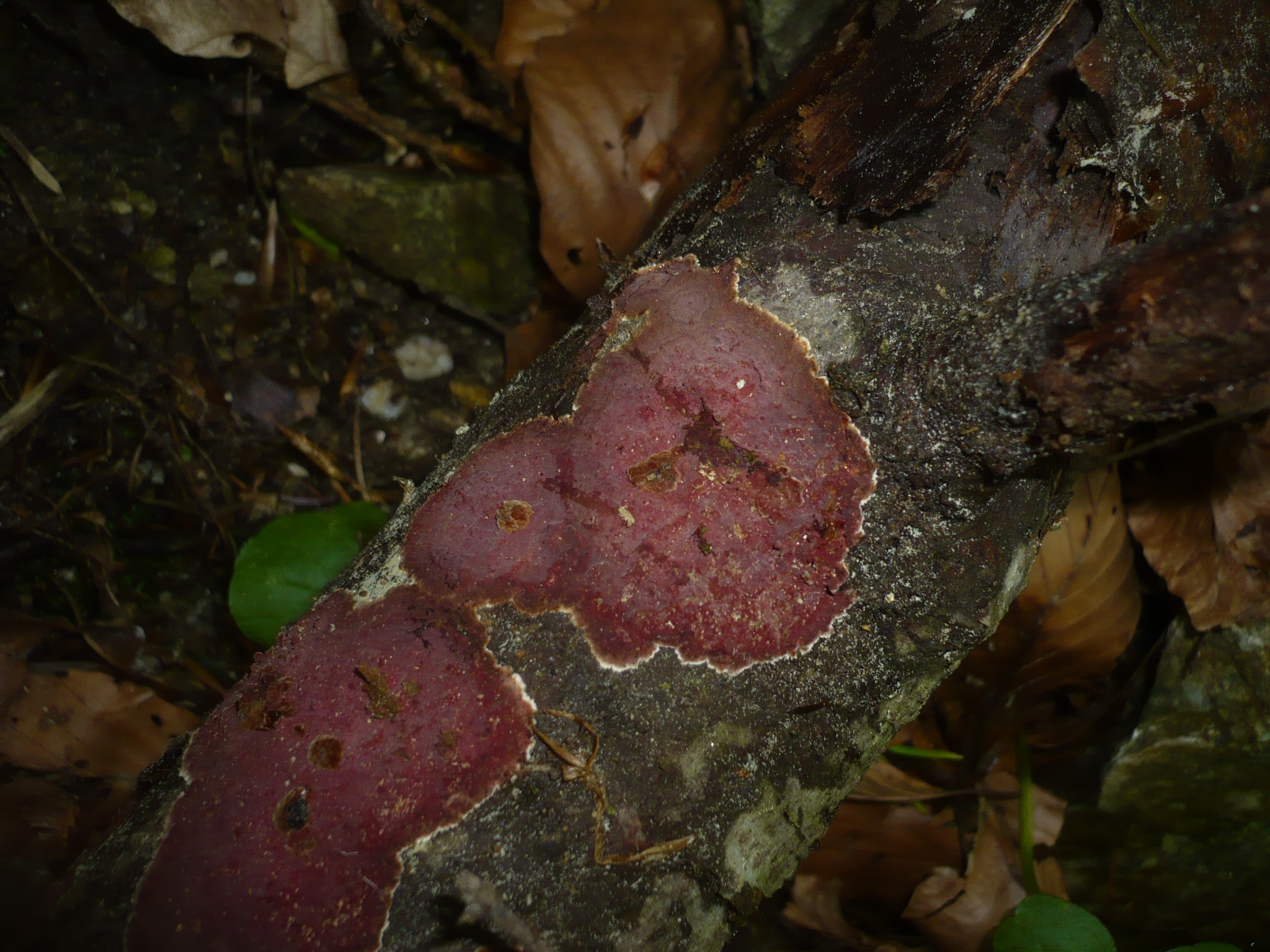
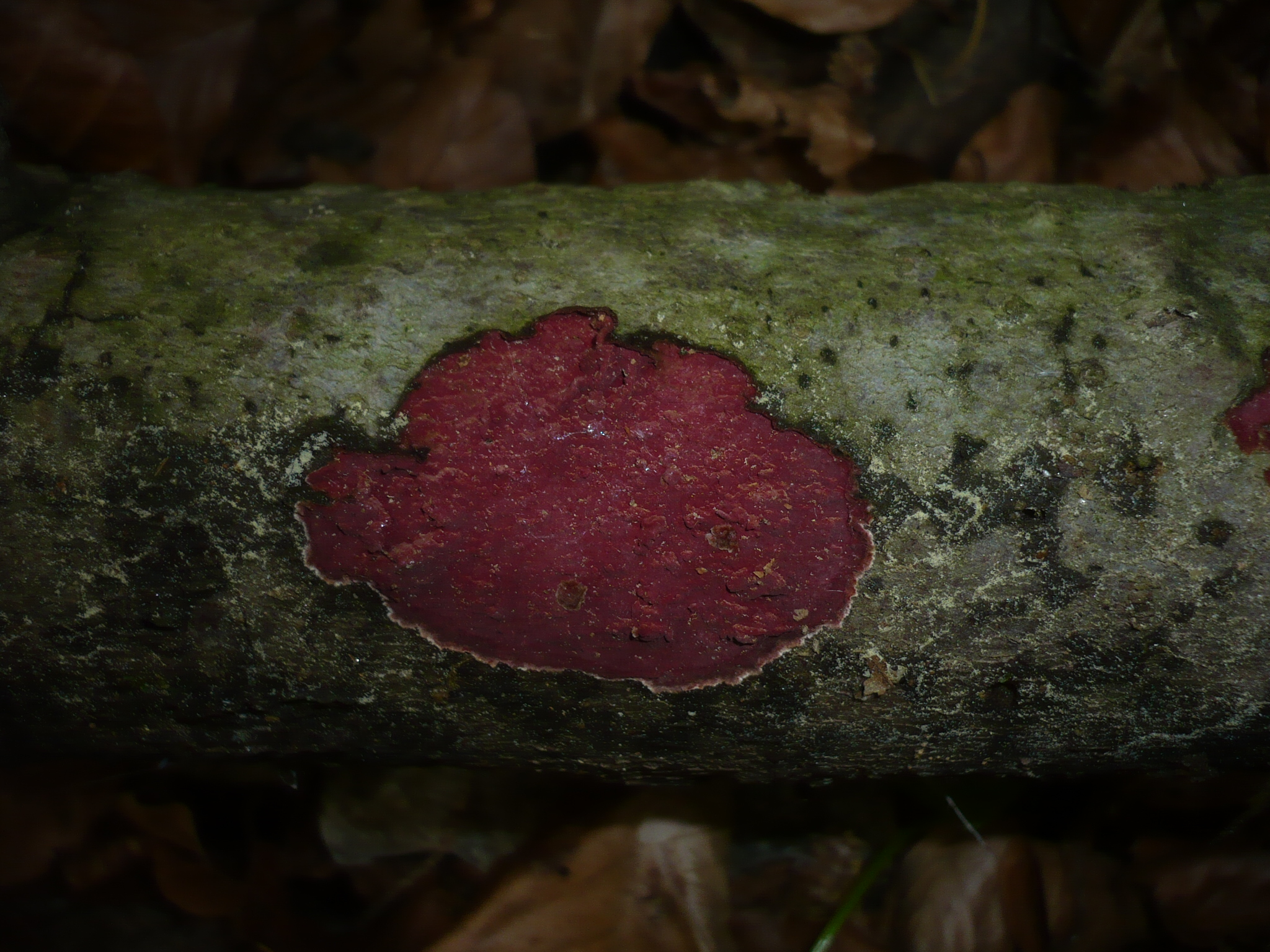